# Mankind Quarterly
The Mankind Quarterly är en tidskrift som behandlar fysisk antropologi och kulturantropologi och utges av The Council for Social and Economic Studies i Washington, D.C. Den innehåller artiklar om mänsklig evolution, intelligens, etnografi, språk, mytologi, arkeologi med mera.  Dess mål är att återförena biologi med antropologi. Tidskriften, som grundades 1960, är delvis ett svar på den amerikanska högsta domstolen beslut 1954 (Brown versus Board of Education) som beordrade integrering av skolorna i USA. Tidskriften utgavs i början i Edinburgh i Skottland av International Association for the Advancement of Ethnology and Eugenics.

## Kritik
Tidskriften har kritiserats för att var politisk och högervriden. Denna kritik har besvarats med att mycket av antropologin ändå är "politiserad", fast i motsatt riktning, och att de som kritiserat tidskriften oftast återfinns inom den radikala traditionen inom antropologin..
Under 1990-talets debatt om The Bell Curve (eller "Bell Curve wars"), fick tidskriften uppmärksamhet i och med att bokens författare Richard Herrnstein och Charles Murray citerat artiklar som publicerats i Mankind Quarterly.  New York Review of Books räknade upp 17 forskare i The Bell Curves litteraturförteckning som hade bidragit med artiklar i Mankind Quarterly, varav 10 även hade varit redaktörer. Det ansågs vara en notorisk tidkskrift om rashistoria grundad och finansierad av män som trodde på den vita rasens överlägsenhet, ("a notorious journal of 'racial history' founded, and funded, by men who believe in the genetic superiority of the white race.")
Tidskriften står än idag för sitt perspektiv på samhällsutveckling där det genetiska arvet utgör grundvalen, ("...this science has stood the test of time, and MQ is still prepared to publish controversial findings and theories").. Steve Sailer menar att de som ignorerar forskning som stammar från Mankind Quarterly-kretsen gör det av ideologiska skäl snarare än vetenskapliga..  
Dess syskontidskrift är Roger Pearsons Journal of Indo-European Studies, får liksom Mankind Quarterly ekonomiska medel från den rasbiologiska forskningsstiftelsen Pioneer Fund. Pearson beviljades över en miljon dollar från Pioneer Fund under 1980- och -90-talen. 
Under 1970-talet fick The Mankind Quartely stå modell när den högerradikale Alain de Benoist, skulle grunda en egen tidskrift som döptes till Nouvelle École.

## Grundare
- Robert Gayre, skotsk antropolog och anhängare av rasbiologi
- Henry Garrett, ordförande i psykologi vid Columbia University 1941-55. Han försvarade segregationen 1954, och hjälpte till att organisera en internationell gruppering av akademiker för att motarbeta rasblandning, bevara segregation och att stödja principerna för det tidiga 1900-talets eugenik och "rashygien".[12]
- Roger Pearson Medlem i Eugenics Society år 1963, blev medarbetare år 1977 och redaktör 1978.[13]
- Corrado Gini skrev The Scientific Basis of Fascism (1927).
- Luigi Gedda, chefen för den katolska politiska föreningen Azione Cattolica (1952-1959) och ordförande för Gregor Mendel Institute i Rom(1954-1999).[14]
- Otmar von Verschuer tysk humanbiolog och eugeniker vars främsta intresse är rashygien.[15]
- Reginald Ruggles Gates

## Bidragare
- Alain de Benoist
- Chris Brand
- Raymond Cattell
- Brunetto Chiarelli
- Darl Dumont
- Hans Eysenck
- Marija Gimbutas
- John Glad
- Robert Klark Graham
- Ronald Immerman
- Seymour Itzkoff
- J.W. Jamieson
- Subhash Kak
- Kenneth Lamb
- Bertil Lundman[16]
- Richard Lynn
- J.P. Mallory
- Herbert Matare
- R. A. McConnell
- Gerhard Meisenberg
- Edward M. Miller
- Matthew Nuenke
- R. T. Osborne
- Edgar C. Polomé
- Stanley Porteus
- J. Philippe Rushton
- Jared Taylor
- Del Thiessen
- Marian Van Court
- Tatu Vanhanen
- Volkmar Weiss
- Glayde Whitney

## Redaktörer
- Roger Pearson
- J. Gladykowska-Rzeczycka
- J. Balslev Jorgensen
- J.J. Helen Kaarma
- David de Laubenfels
- T.L. Markey
- Umberto Melotti
- H.F. Mataré
- Clyde E. Noble
- Ralph Rowlett
- Frederick Streng
- Charles C. Susanne
- Volkmar Weiss